# Tostadas

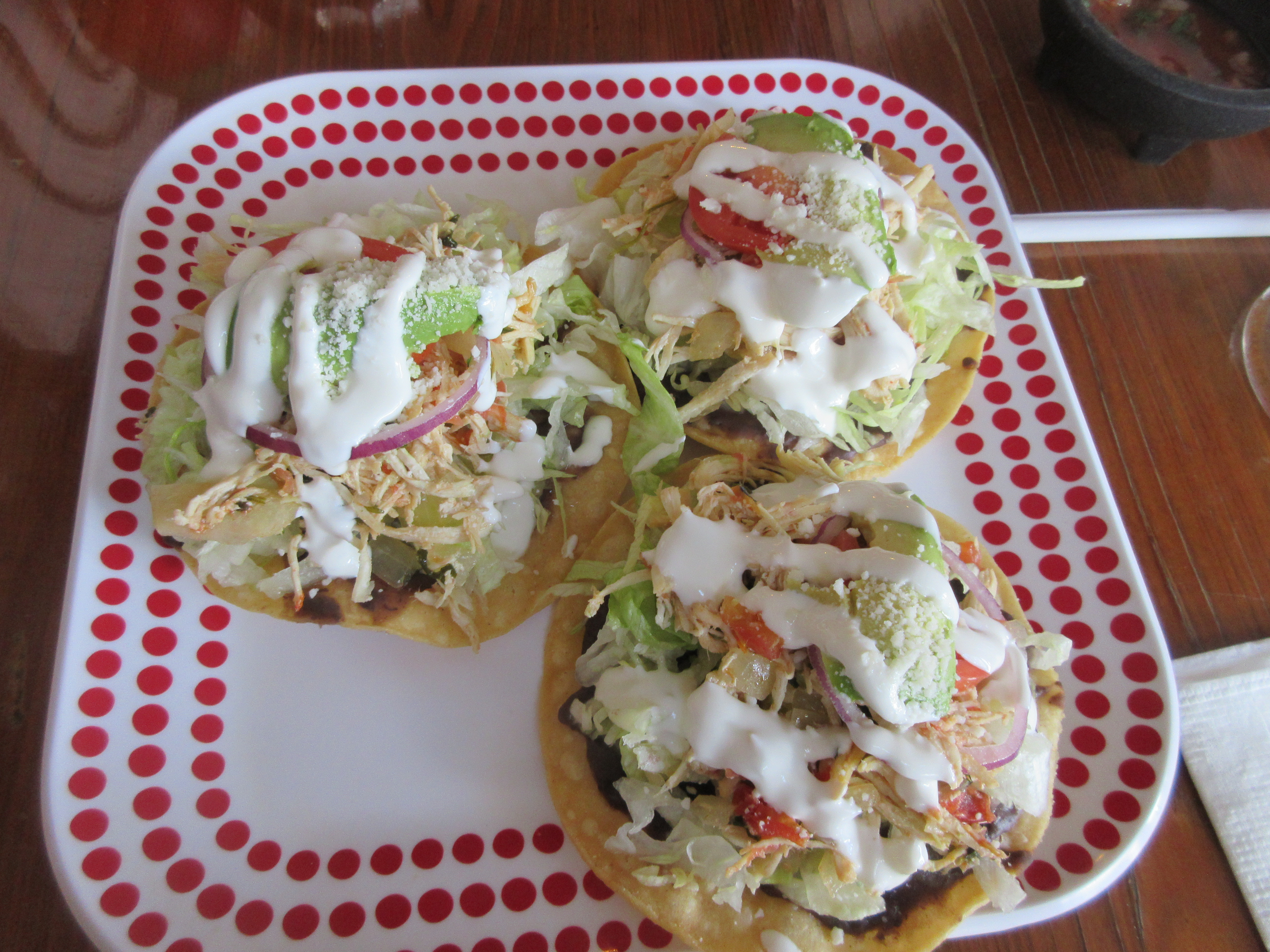
Tostadas

Tostadas – danie kuchni meksykańskiej, rodzaj tortillowej pizzy. Jest to usmażona na płasko, duża i twarda tortilla, na którą nakłada się warstwę dowolnego nadzienia: kawałki mięsa lub ryby, ciepłą fasolę, marynowane papryczki lub inne warzywa (świeże lub gotowane). Dodaje się niedużą ilość śmietany i sera.